# Estadio 10 de Abril
El estadio 10 de abril es un estadio de fútbol ubicado en la ciudad de Chetumal en el estado de Quintana Roo y sirve de casa del equipo Tigrillos de Chetumal de la Segunda División de México.

## Historia
El estadio se inauguró el 5 de abril de 1978, en la avenida José María Morelos de la Ciudad de Chetumal. Fue inaugurado por el entonces presidente municipal del recién creado Othón P. Blanco, el señor Mariano Angulo Basto y el gobernador quintanarooense Jesús Martínez Ross. El partido más importante que tuvo este escenario fue el de la Selección de Chetumal enfrentando al equipo de primera división el Atlético Español.